# Euphorbia yaroslavii
Euphorbia yaroslavii är en törelväxtart som beskrevs av Petr Petrovich Poljakov. Euphorbia yaroslavii ingår i släktet törlar, och familjen törelväxter.
Artens utbredningsområde är Kazakstan. Inga underarter finns listade i Catalogue of Life.